# Przeciszów

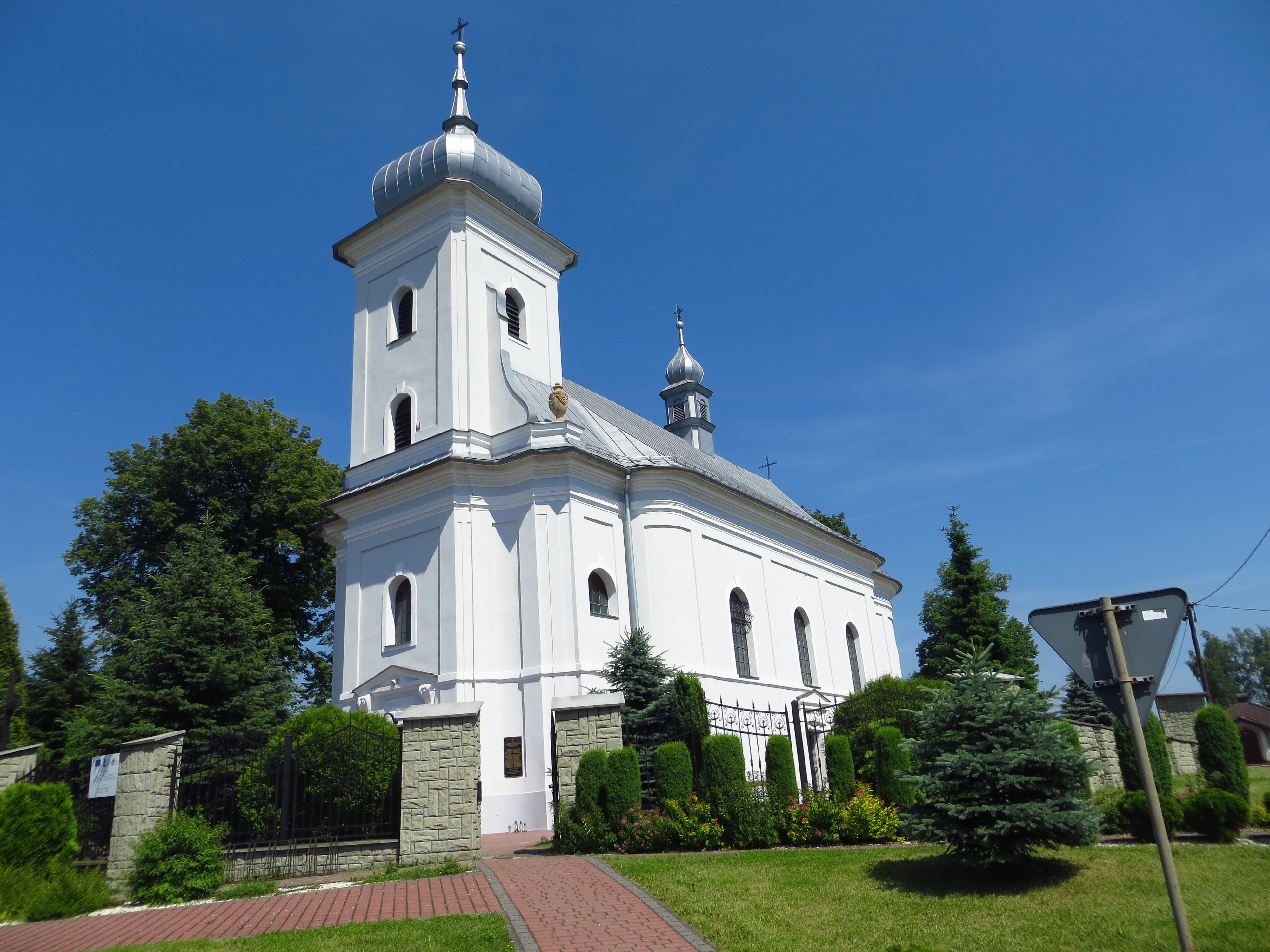
Römisch-katholische Kirche

Przeciszów ist ein Dorf sowie Sitz der gleichnamigen Landgemeinde im Powiat Oświęcimski der Woiwodschaft Kleinpolen in Polen.

## Geographie
Der Ort liegt westlich der Stadt Zator auf dem DK 44 in Richtung Oświęcim (Auschwitz, 10 km im Westen), sowie an der Bahnlinie Nr. 94 (Oświęcim – Kraków Płaszów). Außer Zator sind die Nachbarorte Las im Norden, Podolsze im Nordosten, Polanka Wielka, Piotrowice und Łowiczki im Süden, sowie Włosienica und Stawy Monowskie im Westen.

## Geschichte
Viele Historiker identifizieren das im Jahr 1292 erstmals erwähnte Dorf Hartundisdorff, in direkter Nachbarschaft von Zator, als das heutige Przeciszów. Später wurde es als die Pfarrei Villa Hertmanni bzw. Villa Hartmanni (1326),, villa Hartmany (1378), Hartmansdorff (1400) erwähnt. Der heutige Name wurde am 28. August 1364 erstmals als Herkunftsort Przecziczow des Priesters Michaele, des Kaplans von Johann I. von Teschen-Auschwitz erwähnt. Am 12. Mai 1378 wurde ein Priester Nicolai de villa Hartmany namentlich aufgeführt. Im 15. Jahrhundert wurde die Pfarrei bzw. der deutschstämmige Name dagegen nicht mehr erwähnt, und man kann vermuten, dass es durch die gleich versteuerte Pfarrei bzw. den Namen Przecznow (1396), Przeczyczow, villa ibidem ecclesia parochialis (von Jan Długosz, 1470 bis 1480), Petrusz Myszkowsky de Przeczicz (...) Paulus germani de Przeticzow (1488) ersetzt worden war, allerdings fehlt in Quellen die eindeutige Gleichsetzung der beiden Ortsnamen, wie z. B. Newenstad andirs genant Zathor, die 1447/1449 den älteren Namen Zator mit dem manchmal umstrittenen Namen Neuenstadt verband. Der Name Przeciszów ist besitzanzeigend abgeleitet vom slawischen Personennamen Przeczen oder *Przeczyc (Przec ≤ Przedsław, Erwähnung im Jahr 1153 als Predzlaus) durch die phonetische Entwicklung (c ←→ c ≥ č ←→ č und č ≥ š) vom ursprünglichen Przecyców zu Przeciszów.
Politisch gehörte das Dorf ursprünglich in der Zeit des polnischen Partikularismus zum Herzogtum Oppeln-Ratibor (Kastellanei Auschwitz). Das Herzogtum wurde 1281 nach dem Tod von Wladislaus I. von Oppeln geteilt. Seit 1290 gehörte das Dorf zum Herzogtum Teschen und seit 1315 zum Herzogtum Auschwitz. Seit 1327 unterstand das Herzogtum der Lehnsherrschaft des Königreichs Böhmen. Seit 1445 gehörte es zum Herzogtum Zator, dieses wurde im Jahr 1494 an Polen verkauft. Anschließend wurde das Herzogtum Auschwitz im Jahr 1564 völlig dem Königreich Polen angeschlossen, als Kreis Schlesien der Woiwodschaft Krakau, ab 1569 in der polnisch-litauischen Adelsrepublik.
Ab 1437 wurde es mit Polanka Wielka von einem Krakauer Bürger Jerzy Szwarc verpfändet. Ab 1441 gehörte es zur Familie Myszkowski, in der Zeit der Reformation starke Anhänger des Calvinismus. In der zweiten Hälfte des 16. Jahrhunderts wurde die örtliche Kirche zum Sitz einer reformierten Gemeinde. Um 1600 mit über 400 Einwohnern gehörte das Dorf zu den größten Orten im Kreis Schlesien.
Bei der Ersten Teilung Polens kam Przeciszów 1772 zum neuen Königreich Galizien und Lodomerien des habsburgischen Kaiserreichs (ab 1804). 1884 wurde die Kaiser Ferdinands-Nordbahn zwischen Oświęcim und Podgórze durch Przeciszów eröffnet.
1918, nach dem Ende des Ersten Weltkriegs und dem Zusammenbruch der k.u.k. Monarchie, kam Przeciszów zu Polen. Unterbrochen wurde dies nur durch die Besetzung Polens durch die Wehrmacht im Zweiten Weltkrieg. Es gehörte dann völkerrechtswidrig zum Landkreis Bielitz im Regierungsbezirk Kattowitz in der Provinz Schlesien (seit 1941 Provinz Oberschlesien).
Von 1975 bis 1998 gehörte Przeciszów zur Woiwodschaft Bielsko-Biała.

## Gemeinde
Zur Landgemeinde (gmina wiejska) Przeciszów gehören folgende Ortsteile mit einem Schulzenamt:
Las, Piotrowice und Przeciszów.
Weitere Ortschaften der Gemeinde sind Podlesie und Przyrąb.